# Nefili
Nefili su hibridna bića opisana u Bibliji za koje se vjerovalo da su potomci sinova Božjih i kćeri čovječjih, kako je opisano u Knjizi postanka (Post 6,1-4). U Knjizi Brojeva (Br 13,32-33) opisani su kao divovi koji nastanjuju Kanaan.

## Etimologija
Riječ nefili dolazi od hebrejske riječi נְפִילִים (nephilim) koja je nastala od korijena npl (נָפַל) u značenju "[oni koji su] pali", odnosno "oni koji su sišli". Kod Ezekiela čitamo o palim junacima (gibborim nophelim, גִּבֹּורִים נֹפְלִים) koji su sišli u svijet mrtvih u svojoj ratnoj opremi.

## UBibliji
Nefili se spominju na dva mjesta u Starom zavjetu. Prvi spomen nalazi se u 6. poglavlju Knjige Postanka:
| » | 1Kad su se ljudi počeli širiti po zemlji i kćeri im se narodile, 2opaze sinovi Božji da su kćeri ljudske pristale, pa ih uzimahu sebi za žene koje su god htjeli. 3Onda Jahve reče: "Neće moj duh u čovjeku ostati dovijeka; čovjek je tjelesan, pa neka mu vijek bude stotinu dvadeset godina." 4U ona su vremena - a i kasnije - na zemlji bili Nefili, kad su Božji sinovi općili s ljudskim kćerima pa im one rađale djecu. To su oni od starine po snazi glasoviti ljudi. | « |
|   | |   |

Nakon spomena Nefila, u Bibliji se dalje opisuje Noa i opći potop. Drugi spomen Nefila susreće se u Knjizi Brojeva, gdje se opisuju kao divovi.

## UKnjizi proroka Henoka
Nefili se spominju i u apokrifnoj Knjizi proroka Henoka (Hen 7,1-15), gdje se također opisuju kao potomci anđela, sinova Božjih i ljudskih kćeri. Dalje se nabrajaju imena poglavara anđela i ističe se da im je vođa bio Samjaza. Žene su začele s njima i rodile divove, Nefilime, koji su bili jako visoki i veoma proždrljivi, te su se na kraju okrenuli protiv ljudi kako bi ih pojeli.
Anđeli su ljude podučili raznim vještinama, no unatoč tome ljudi su bili pred porazom. Tada je Bog poslao svoje arkanđele koji su se sukobili s prognanom braćom i bacili ih u pakao. Bog je poslao uništenje na Zemlju u obliku općeg potopa, a divovi su postali demoni poput svojih otaca.

## Objašnjenja identiteta
Postoje četiri uobičajena gledišta na identitet Nefila. Nefili su bili:
- djeca anđela i ljudskih žena. Po tom vjerovanju grešni anđeli su općili s ljudskim ženama i stvorili hibridno potomstvo na Zemlji. Tada su anđeli podučili ljudske žene raznim vještinama, između ostalog magiji, botanici i ljekarništvu, a kada su se potomci anđela okrenuli protiv ljudi, anđeli su ljude podučili vještini kovanja oružja i ratovanja, te umjetnosti i znanosti.[6] Upravo to otkrivanje zabranjenih znanja ljudima i razmnožavanje s njima, dio je uzroka zbog kojeg je Bog prognao dio anđela s neba. Kažnjeni su i ljudi, jer je Bog naredio opći potop, a spašen je samo Noa i njegova obitelj kojoj je arkanđeo Uriel prenio Božju poruku o skorašnjoj poplavi i način kako će se spasiti.

Nakon toga, Bog je poslao odane arkanđele da se obračunaju s palim anđelima. Rafael je uhvatio i vezao Azazela te ga bacio u rupu u pustinji, a na glavu mu je nabacao kamenje kako više nikada ne bi vidio danju svjetlost. Mihovil je vezao Samjaza, zajedno s njegovim pomoćnicima, ostavivši ih u zemaljskoj dolini gdje će ostati do konca svijeta, a na Sudnji dan bit će bačeni u vatru.
Od divova, njihovih potomaka na Zemlji, nastala je rasa zlih duhova. Ti duhovi su postali nematerijalna bestjelesna bića koja su, zavideći ljudima na njihovim fizičkim oblicima, uživala u tome da ih muče. Ta bića neće biti kažnjena sve do Sudnjeg dana.
- djeca Šetovih potomaka s Kajinovim potomcima. Zastupnici ovog mišljenja vjeruju da se iza riječi "sinovi Božji" krije Šet i njegovo potomstvo, dok bi "ljudske kćeri" bile Kajinovo potomstvo.
- divovi (visoki ili snažni ljudi). Prema ovom objašnjenju, Nefili su divovska rasa ljudi koja je živjela na području Kanaana.
- mitološka bića.